# 長田王 (刑部卿)
長田王（ながたおう、生没年不詳）は、奈良時代の皇族。一品・長皇子の子。官位は従四位上・刑部卿。

## 経歴
天平7年（735年）二世王としての蔭位により、無位から従四位下に直叙される。天平12年（740年）従四位上に叙せられ、天平13年（741年）刑部卿に任ぜられている。

## 官歴
『続日本紀』による。
- 天平7年（735年）4月23日：従四位下（直叙）
- 天平12年（740年）11月21日：従四位上
- 天平13年（741年）8月9日：刑部卿

## 系譜
- 父：長皇子[1][2]
- 母：不詳
- 妻：不詳
  - 男子：清原王[3]
  - 男子：広川王[1]